# Grevea bosseri
Grevea bosseri är en tvåhjärtbladig växtart som beskrevs av Letouzey. Grevea bosseri ingår i släktet Grevea och familjen Montiniaceae. Inga underarter finns listade i Catalogue of Life.